# Célula apresentadora de antígeno

A apresentação de antígeno estimula as células T a se tornar células CD8+ citotóxicas ou células CD4+ auxiliares.

As células apresentadoras de antígeno (APC) são parte do sistema imune adaptativo capazes de realizar fagocitose de microorganismos patógenos presentes no hospedeiro, digeri-los em peptídeos e de apresentar esses peptídeos na superfície externa de sua membrana, através de um complexo proteico denominado Complexo principal de histocompatibilidade (MHC). Todas células nucleadas possuem MHC tipo I e podem apresentar antígenos, mas apenas algumas poucas células possuem o MHC tipo II, essas sao consideradas apresentadores de antígenos profissionais. 
As células apresentadoras de antígenos profissionais, que possuem MHC tipo II para ativar linfócitos T auxiliares, são :
- Células dendríticas (células de Langerhans);
- Fagócitos mononucleares: Monócitos e Macrófagos;
- Alguns linfócitos B;
- Células epiteliais do timo.

O antígeno apresentado pelo MHC é reconhecido pelos receptores dos linfócitos T (TCR). Com o reconhecimento do antígeno pelo linfócito T virgens, os linfócitos T são ativados e passam a liberar interleucinas que promovem a diferenciação dos Linfócito T e expansão clonal.
Dependendo do antígeno (viral, bacteriano, fúngico, helminto...), um tipo diferente de interleucina (1, 2, 17...) é produzido e resulta em uma diferenciação e um grupo diferente de leucócitos é recrutado (macrófagos, outros linfócitos, eosinófilos,...). Assim começa a atividade do sistema imune adaptativo.